# Alik Ismail-Zadeh
 (juin 2019).
Alik Ismail-Zadeh, né à Bakou (Azerbaïdjan), est un sismologue et géophysicien, professeur et chercheur à l'Institut des géosciences appliquées de l'Institut de technologie de Karlsruhe, à Karlsruhe, en Allemagne.

## Biographie
Alik Ismail-Zadeh obtient sa maîtrise de mathématique à l'université d'État de Bakou en 1982, son master en mathématiques et physiques à l'université d'État Lomonossov de Moscou en 1983, et son doctorat en géophysique à l'académie des sciences de Russie en 1990.
De 2007 à 2019, Alik Ismail-Zadeh est secrétaire général de l'Union géodésique et géophysique internationale. De 2018 à 2021, Alik Ismail-Zadeh est secrétaire général du Conseil international de la science (Paris, France).

## Travaux
Les travaux d'Alik Ismail-Zadeh se focalisent sur les dynamiques de la croute terrestre et de la lithosphère, et leurs manifestations à la surface, en particulier l'évolution des bassins sédimentaires, la tectonique des plaques, la sismologie et l'orogenèse.